# Pokal Slovenije 1992/93
Der Pokal Slovenije 1992/93 war die zweite Austragung des slowenischen Fußballpokalwettbewerbs der Herren. Pokalsieger wurde der NK Olimpija Ljubljana, der sich im Finale gegen den NK Publikum Celje durchsetzte.
Da Olimpija durch den Meistertitel bereits für Champions League qualifiziert war, ging der Startplatz für den Pokalsiegerwettbewerb an den unterlegenen Finalisten.

## Modus
In allen Runden wurde der Sieger in einem Spiel ermittelt. Stand es nach der regulären Spielzeit von 90 Minuten unentschieden, kam es direkt zum Elfmeterschießen.

## Teilnehmer
| Nogometna Liga 1992/93      |
| --------------------------- |
| ND Petrošnik Beltinci       |
| NK Publikum Celje           |
| ND SAOP Gorica              |
| NK Belvedur Izola           |
| FC Koper Capodistria        |
| NK Naftan Lenvada           |
| NK Cosmos Ljubljana         |
| NK Olimpija Ljubljana       |
| ND Slovan Mavrica Ljubljana |
| NK Branik Maribor           |
| NK Železničar Maribor       |
| NK Mura                     |
| NK Živila Naklo             |
| NK Steklar                  |
| NK Krka Novotem             |
| NK Svoboda                  |
| NK Rudar Velenje            |
| NK Elektroelement Zagorje   |

| Sieger des Regionalpokals | Sieger des Regionalpokals            |
| ------------------------- | ------------------------------------ |
| MNZ Celje                 | NK Žalec                             |
| MNZ Koper                 | NK Piran                             |
| MNZG Kranj                | NK Triglav Kranj, NK Zarica Kranj    |
| MNZ Lendava               | NK Turnišče                          |
| MNZ Ljubljana             | NK Napredak Domzale, ŠD Belinka      |
| MNZ Maribor               | NK Limbuš Pekre, NK Korotan Prevalje |
| MNZ Murska Sobota         | ŠNK Radgona, NK Čarda Martjanci      |
| MNZ Nova Gorica           | NK Primorje Ajdovščina               |
| MNZ Ptuj                  | NK Drava Ptuj, NK Podvinci           |

## 1. Runde
|                           | Ergebnis        |                             |
| ------------------------- | --------------- | --------------------------- |
| NK Branik Maribor         | 4:2             | NK Žalec                    |
| NK Limbuš Pekre           | 1:0             | NK Podvinci                 |
| NK Piran                  | 1:0             | NK Železničar Maribor       |
| NK Publikum Celje         | 3:0             | NK Mura                     |
| NK Drava Ptuj             | 2:5             | NK Živila Naklo             |
| NK Elektroelement Zagorje | 2:0             | ND Petrošnik Beltinci       |
| ND SAOP Gorica            | 1:1 (6:7 i. E.) | ND Slovan Mavrica Ljubljana |
| NK Napredak Domzale       | 1:1 (3:1 i. E.) | NK Rudar Velenje            |
| NK Korotan Prevalje       | 1:4             | NK Naftan Lenvada           |
| NK Cosmos Ljubljana       | 4:0             | NK Turnišče                 |
| NK Olimpija Ljubljana     | 7:1             | NK Zarica Kranj             |
| NK Svoboda                | 3:0             | NK Steklar                  |
| NK Čarda Martjanci        | 0:7             | NK Primorje Ajdovščina      |
| NK Triglav Kranj          | 5:0             | ŠNK Radgona                 |
| NK Belvedur Izola         | 1:1 (3:4 i. E.) | NK Krka Novotem             |
| ŠD Belinka                | 0:3             | FC Koper Capodistria        |

## Achtelfinale
|                             | Ergebnis        |                           |
| --------------------------- | --------------- | ------------------------- |
| NK Primorje Ajdovščina      | 1:0             | NK Napredak Domzale       |
| ND Slovan Mavrica Ljubljana | 1:1 (4:5 i. E.) | NK Olimpija Ljubljana     |
| NK Živila Naklo             | 5:2             | NK Elektroelement Zagorje |
| NK Naftan Lenvada           | 1:1 (2:3 i. E.) | NK Publikum Celje         |
| NK Svoboda                  | 3:0             | NK Piran                  |
| NK Cosmos Ljubljana         | 1:0             | NK Branik Maribor         |
| NK Triglav Kranj            | 6:0             | NK Limbuš Pekre           |
| NK Krka Novotem             | 1:0             | FC Koper Capodistria      |

## Viertelfinale
|                        | Ergebnis        |                  |
| ---------------------- | --------------- | ---------------- |
| NK Olimpija Ljubljana  | 3:1             | NK Triglav Kranj |
| NK Publikum Celje      | 3:1             | NK Živila Naklo  |
| NK Primorje Ajdovščina | 0:0 (3:4 i. E.) | NK Krka Novotem  |
| NK Cosmos Ljubljana    | 4:0             | NK Svoboda       |

## Halbfinale
|                     | Ergebnis |                       |
| ------------------- | -------- | --------------------- |
| NK Krka Novotem     | 1:4      | NK Publikum Celje     |
| NK Cosmos Ljubljana | 0:1      | NK Olimpija Ljubljana |

## Finale
| Paarung        | NK Publikum Celje – NK Olimpija Ljubljana                                    |
| Ergebnis       | 1:2 (0:1)                                                                    |
| Datum          | 2. Juni 1993                                                                 |
| Stadion        | Skalna Klet, Celje                                                           |
| Zuschauer      | 2.500                                                                        |
| Schiedsrichter | Darko Jamšek                                                                 |
| Tore           | 0:1 Nedeljko Topić (42.) 0:2 Dejan Djuranović (50.) 1:2 Suad Beširović (63.) |